# 陳鎬 (明朝)
陳鎬（1462年—1511年），字宗之，號矩庵，南京欽天監籍浙江承宣布政使司紹興府會稽縣（今浙江省紹興市）人，明朝政治人物，成化丙午解元，聯捷進士。官至都察院副都御史、湖廣巡撫。

## 生平
成化二十二年（1486年）丙午科應天府鄉試第一名。成化二十三年（1487年）聯捷丁未科進士，授禮部主事。弘治年間，累升至南京吏部主事、吏部員外郎、吏部郎中。弘治十五年，升山東按察司副使，提督學政。正德二年，改江西布政使司右參政，正德四年，改湖廣右布政使，平定湖廣民變。正德五年（1510年），以都察院右副都御史，巡撫湖廣等地，次年以病乞歸，命未下而卒。

## 家族
曾祖陳一廉；祖父陳嵩；父陳瓛，教諭。母劉氏。重庆下。
弟陳欽，同榜舉人，又中同榜進士。